# Pteromalus sylveni
Pteromalus sylveni är en stekelart som beskrevs av Karl-Johan Hedqvist 1979. Pteromalus sylveni ingår i släktet Pteromalus och familjen puppglanssteklar.
Artens utbredningsområde är Sverige. Arten är reproducerande i Sverige. Inga underarter finns listade i Catalogue of Life.